# Powiat Most
Powiat Most (czes. Okres Most) – powiat w Czechach, w kraju usteckim. Jego siedziba znajduje się w mieście Most. Powierzchnia powiatu wynosi 467,18 km², zamieszkuje go 116 731 osób (gęstość zaludnienia wynosi 249,96 mieszkańców na 1 km²). Powiat ten liczy 26 miejscowości, w tym 4 miast.
Od 1 stycznia 2003 powiaty nie są już jednostką podziału administracyjnego Czech. Podział na powiaty zachowały jednak sądy, policja i niektóre inne urzędy państwowe. Został on również zachowany dla celów statystycznych.

## Struktura powierzchni
Według danych z 31 grudnia 2003 powiat ma obszar 467,18 km², w tym:
- użytki rolne – 29,27%, w tym 69,98% gruntów ornych
- inne – 70,73%, w tym 46,85% lasów
- liczba gospodarstw rolnych: 47

## Demografia
Dane z 31 grudnia 2003:
| Opis        | Ogółem  | Kobiety       | Mężczyźni     |
| ----------- | ------- | ------------- | ------------- |
| populacja   | 116 731 | 59 687 51,13% | 57 044 48,87% |
| średni wiek | 37,5    | 39,73         | 36,88         |

- gęstość zaludnienia: 249,96 mieszk./km²
- 88,71% ludności powiatu mieszka w miastach.

## Zatrudnienie
| Mieszkańcy ze stałym zatrudnieniem | 32 886       |
| Średnia pensja miesięczna          | 16 616 koron |
| Bezrobotni                         | 14 938       |
| Stopa bezrobocia                   | 23,51%       |

## Szkolnictwo
W powiecie Most działają:
| Rodzaj szkoły                   | Liczba szkół |
| ------------------------------- | ------------ |
| Przedszkola                     | 20           |
| Szkoły podstawowe               | 29           |
| Gimnazja                        | 2            |
| Szkoły średnie techniczne       | 12           |
| Szkoły średnie ogólnokształcące | 7            |
| Szkoły wyższe                   | 2            |

## Służba zdrowia

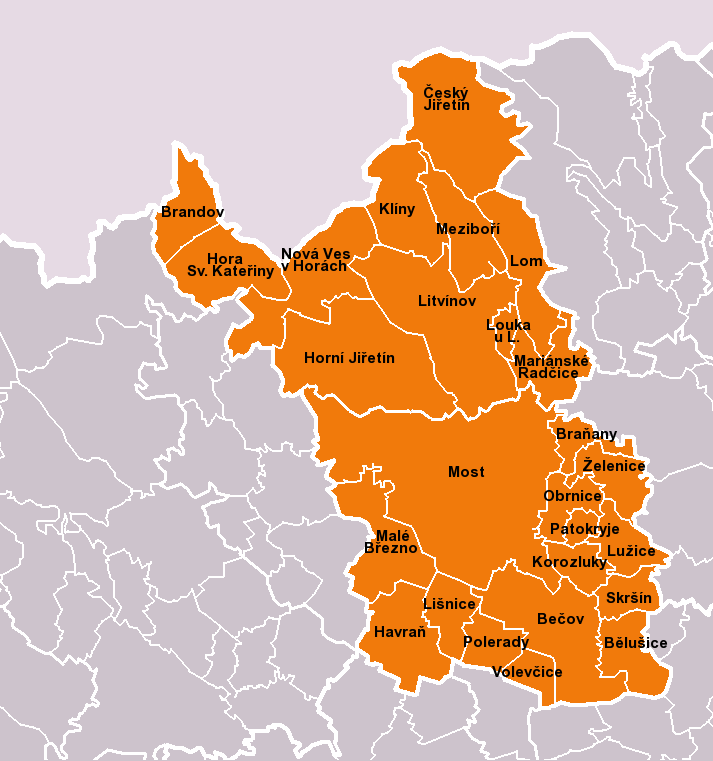
Powiat Most

| Lekarze                               | 372 |
| Szpitale                              | 3   |
| Specjalistyczne ośrodki terapeutyczne | –   |
| Gabinety dentystyczne                 | 51  |
| Apteki                                | 22  |